# 波亞納肯皮納鄉
45°08′N 25°47′E / 45.133°N 25.783°E
波亞納肯皮納鄉（羅馬尼亞語：Comuna Poiana Câmpina, Prahova），是羅馬尼亞的鄉份，位於該國中南部，由普拉霍瓦縣負責管轄，面積15平方公里，海拔高度423米，2007年人口5,286，人口密度每平方公里343人。